# سباستین اوتوآ
سباستین اوتوآ (انگلیسی: Sebastian Otoa؛ زادهٔ ۱۳ مهٔ ۲۰۰۴) بازیکن فوتبال اهل قلمروی دانمارک است که در حال حاضر برای جنوآ در پست مدافع بازی می‌کند.
وی همچنین در تیم‌های ملی فوتبال زیر ۱۹ سال، زیر ۲۰ سال و زیر ۲۱ سال دانمارک بازی کرده است.

## دوران باشگاهی

### اوبی
سباستین اوتوآ در تابستان ۲۰۲۱ به باشگاه فوتبال اوبی پیوست، پس از آن‌که پیشنهاد قرارداد از سوی روسکیلده را رد کرد؛ باشگاهی که پیش از پیوستن به آلبورگ در تیم زیر ۱۹ سال آن بازی می‌کرد. پیش از آن، او به مدت سه سال در آکادمی کپنهاگ حضور داشت. اما ماجراجویی او در آلبورگ شروع دشواری داشت، چراکه این مدافع بلندقد تنها موفق شد یک بازی برای تیم زیر ۱۹ سال آلبورگ انجام دهد پیش از آن‌که مجموعه‌ای از مصدومیت‌های کشیدگی پا رخ دهد. در بهار ۲۰۲۲، او برای تیم زیر ۱۹ سال بازگشت و همچنین چند بازی برای تیم ذخیره انجام داد.
پس از چندین فروش در ترکیب تیم آلبورگ، اوتوآ برای نخستین بازی‌اش در سوپرلیگ دانمارک در تاریخ ۱۱ سپتامبر ۲۰۲۲ مقابل لینگبی فراخوانده شد. در دقیقه ۲۹ بازی، لارس کرامر مصدوم شد و اوتوآ برای نخستین بار در سطح حرفه‌ای وارد زمین شد. در تاریخ ۱۲ ژوئیه ۲۰۲۳، اوتوآ قرارداد بلندمدت جدیدی با آلبورگ تا ژوئن ۲۰۲۷ امضا کرد.

### جنوا
در ۱۶ ژانویه ۲۰۲۵، اوتوآ با باشگاه سری آ ایتالیا یعنی جنوا قرارداد امضا کرد.